# Nicolas de Flac
Nicolas de Flac  (mort le 11 octobre 1262) ecclésiastique français qui fut évêque de Saint Malo de 1254 à 1262.

## Biographie
Nicolas de Flac chanoine de la cathédrale du Mans et archidiacre de la cathédrale de Rouen est nommé évêque de Saint-Malo et consacré en 1254. Selon l'abbé François Manet Le 29 mai 1260 Guillaume de Lohéac accorde à l'évêque et à ses successeurs pour le manoir épiscopal de Saint-Malo-de-Beignon l'usage du droit de « chauffage et de maisonnage » dans la forêt de Brocéliande c'est-à-dire la possibilité de désigner aux bucherons et aux charpentiers les pièces de bois à abattre. IL tente d'organiser une ligue des évêques bretons contre le duc Jean Ier de Bretagne en conflit jusqu'à sa « soumission » de 1256 avec le clergé de son duché. Il poursuit la construction du chœur gothique de la cathédrale initiée par son prédécesseur l'évêque Geoffroi de Pontual vers 1240. Nicolac de Flac meurt le 11 octobre 1262.

## Sources
- François Tuloup Saint-Malo. Histoire Religieuse. Éditions Klincksieck, Paris 1975.
- (en) Catholic Hierarchy.org Bishop: Nicolas de Flac